# Mutazilismo
Mutazilismo (árabe: المعتزلة, romanizado: al-muʿtazila, árabe singular: معتزلي, romanizado: muʿtazilī) foi uma seita islâmica que apareceu no início da história islâmica e floresceu em Basra e Bagdá. Os seus adeptos, os Mutazilitas, eram conhecidos pela sua neutralidade na disputa entre Ali e os seus oponentes após a morte do terceiro califa, Uthman. No século 10, o termo al-muʿtazilah passou a se referir a uma escola islâmica distinta de teologia especulativa (calâm). Esta escola de teologia foi fundada por Uacil ibne Ata.